# Вознесенська церква (Костобобрів)
Вознесенська церква — дерев'яна церква, яка знаходилась с. Костобобрів, Чернігівської області.

## Історія
У 1911 р. було завершено будівництво Свято-Вознесенської церкви, яке розпочалося у 1903 р. Храм і дзвіниця були дерев'яними, на кам'яному фундаменті. Церква мала три вівтарі: середній — на честь Вознесіння Господа, правий — на честь святого Миколая, лівий — Архистратига Михаїла.
Згідно з інформацією, яку надала мешканка села Уляна Карпівна Білодід (1927 р. н.), навесні, напередодні свята Пасхи, у 1979 р. мешканець села на ім'я Г. (член комуністичної партії), за наказом чернігівського керівництва підпалив Свято-Вознесенську церкву (отримавши за це пляшку горілки). Якраз у цей час у селі зводили будинок культури. Надійшли гроші і на проведення реставраційних робіт у церкві. Керівництво області, яке саме приїхало у село, вирішило, що краще ці кошти використати на добудову клубу. Тому таємно віддало наказ про підпал храму.